# الطرق السريعة الروسية
الشركة الحكومية للطرق السريعة الروسية (بالروسية: Государственная компания «Российские автомобильные дороги»)‏ ، (المعروفة أيضًا بالعربية باسم أفتودور ) هي شركة البنية التحتية الحكومية الروسية وخدمات الطرق السريعة. تأسست الشركة في عام 2009، ويقع مقرها في موسكو .
تقوم شركة أفتودور بتخصيص وإدارة الأموال من الميزانية الفيدرالية لبناء وتطوير وتشغيل الطرق السريعة . تجذب أفتودور استثمارات القطاع الخاص في تنفيذ مشاريع البنية التحتية طويلة المدى.
من عام 2013 إلى عام 2016، أعلنت شركة أفتودور عن عطاءات لعشرة مشاريع واسعة النطاق، بما في ذلك تمويل وبناء وتشغيل أربع كتل لبدء الطريق الدائري المركزي، ومرحلتين في بناء الطريق السريع الجديد بين موسكو وسانت بطرسبرغ والطريق المؤدي إلى تسيمدولينا. هذا جزء من مركز النقل نوفوروسيسك . كما تم الإعلان عن العطاءات لتصميم وتجديد وتشغيل قسم الطريق السريع M1 وعقود التشغيل لقسمين من الطريق السريع M4 .